# Ultimo teorema di Fermat
L'ultimo teorema di Fermat afferma che non esistono soluzioni intere positive dell'equazione:

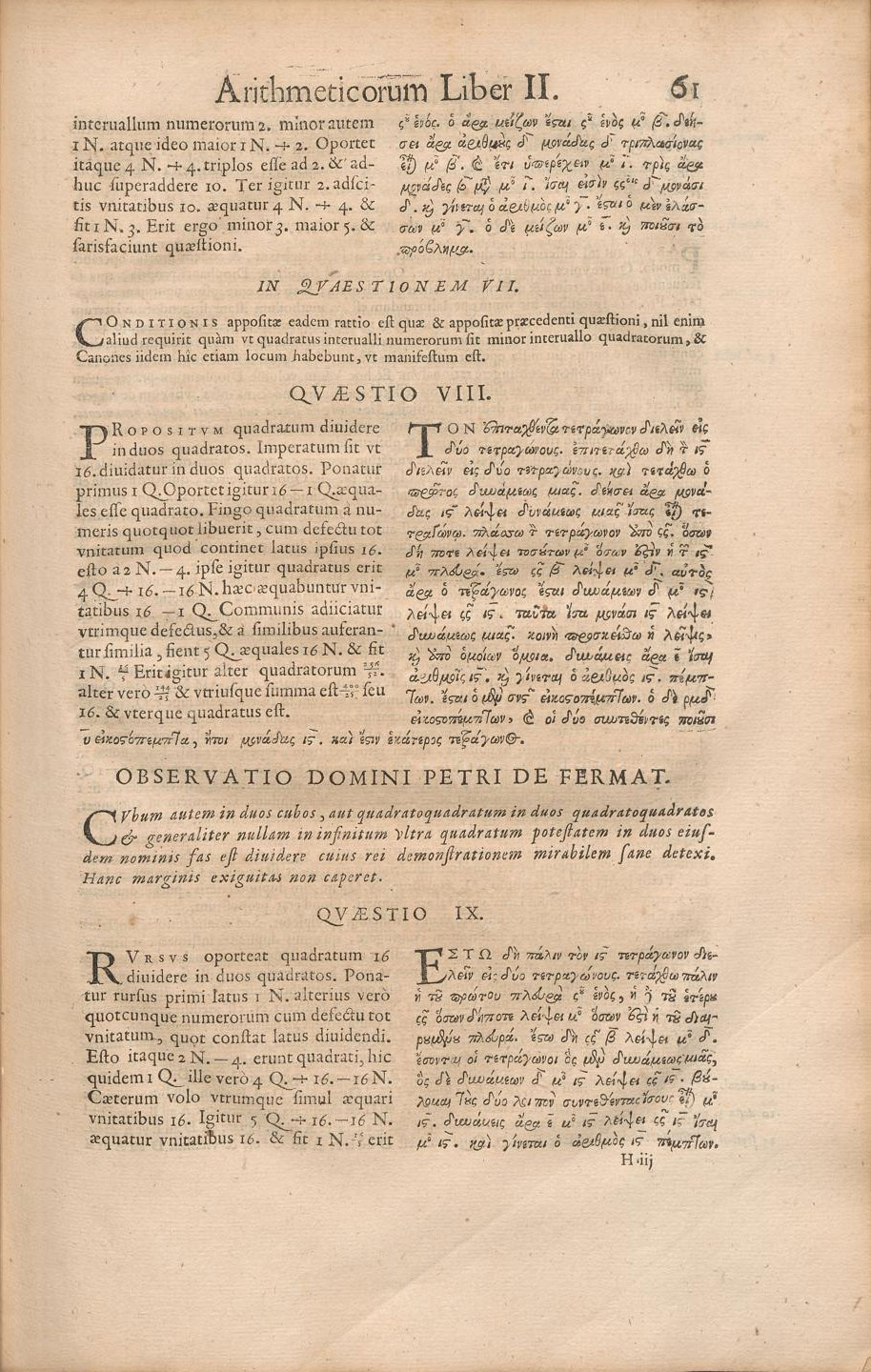
L'edizione del 1670 dell'Arithmetica di Diofanto di Alessandria include a margine il commento di Fermat, in latino, che espone il teorema (Observatio Domini Petri de Fermat).

{\displaystyle a^{n}+b^{n}=c^{n}}
se {\displaystyle n>2}.

## Storia
Pierre de Fermat formulò l'enunciato nel 1637, ma non rese nota la dimostrazione che diceva di aver trovato. Ai margini di una copia dell'Arithmetica di Diofanto di Alessandria (curata nel 1621 da Claude-Gaspard Bachet de Méziriac), su cui era solito formulare molte delle sue teorie, scrisse:
Nei secoli diversi matematici hanno tentato di dimostrare la congettura di Fermat. Tra questi:
1. Eulero, che nel XVIII secolo la dimostrò solo per {\displaystyle n=3},
2. Adrien-Marie Legendre, che risolse il caso {\displaystyle n=5},
3. Sophie Germain che, lavorando sul teorema, scoprì che esso era probabilmente vero per {\displaystyle n} uguale a un particolare numero primo {\displaystyle p}, tale che {\displaystyle 2p+1} sia anch'esso primo: i numeri primi di Sophie Germain.

Solo nel 1994, dopo sette anni di totale dedizione al problema e un "falso allarme" nel 1993, Andrew Wiles, affascinato dal teorema che fin da bambino sognava di risolvere, riuscì a darne finalmente una dimostrazione. Da allora l'ultimo teorema di Fermat si può chiamare "teorema di Fermat-Wiles". Wiles usò elementi di matematica e algebra moderna che Fermat non poteva conoscere; pertanto la dimostrazione di Fermat, ammesso che fosse corretta, era diversa.
Wiles pubblicò la soluzione nel 1995 e il 27 giugno 1997 ricevette il Premio Wolfskehl, una borsa di 50 000 dollari.
Nel 2016 l'Accademia norvegese di Scienze e Lettere ha assegnato a Sir Andrew J. Wiles il Premio Abel "per la sua splendida dimostrazione dell'Ultimo Teorema di Fermat (...), che apre una nuova era nella teoria dei numeri".

## Il contesto matematico
L'ultimo teorema di Fermat è una generalizzazione dell'equazione diofantea {\displaystyle a^{2}+b^{2}=c^{2}}. Già Greci e Babilonesi sapevano che ha soluzioni intere, come {\displaystyle (3,4,5)} (infatti {\displaystyle 3^{2}+4^{2}=5^{2}}) o {\displaystyle (5,12,13)}. Sono note come terne pitagoriche e sono infinite, anche escludendo le soluzioni banali per cui {\displaystyle a}, {\displaystyle b} e {\displaystyle c} hanno un divisore comune e quelle, ancor più banali, in cui almeno uno dei numeri sia zero.
Secondo l'ultimo teorema di Fermat non esistono soluzioni intere positive se l'esponente è un intero maggiore di 2. Il teorema in sé non si presta a nessuna applicazione, cioè non è stato usato per dimostrare altri teoremi, ma è noto per la sua correlazione con argomenti matematici che in apparenza non hanno a che vedere con la teoria dei numeri. La ricerca di una dimostrazione ha favorito lo sviluppo di importanti aree della matematica.

## Le origini
Il teorema deve essere dimostrato solo per {\displaystyle n=4} e nel caso in cui {\displaystyle n} sia un numero primo maggiore di 2. Se infatti fosse noto che {\displaystyle x^{n}+y^{n}=z^{n}} non ha soluzioni non banali, allora lo stesso varrebbe per {\displaystyle x^{nm}+y^{nm}=z^{nm}} per ogni intero positivo {\displaystyle m}. Infatti se ci fosse una soluzione non banale {\displaystyle (a,b,c)} di {\displaystyle x^{nm}+y^{nm}=z^{nm}} allora {\displaystyle (a^{m},b^{m},c^{m})} sarebbe una soluzione non banale di {\displaystyle x^{n}+y^{n}=z^{n}}.
Fermat dimostrò in un altro suo lavoro il caso {\displaystyle n=4} o, più precisamente, che non esiste una terna {\displaystyle (a,b,c)} con elementi a due a due coprimi tale che {\displaystyle c^{4}-b^{4}=a^{2}}: ovviamente, se non esiste un {\displaystyle a} elevato al quadrato non può esservene uno elevato alla quarta. Per la dimostrazione usò la tecnica "della discesa infinita". Negli anni il teorema fu dimostrato per vari esponenti specifici {\displaystyle n}, ma non in generale. Eulero lo dimostrò per {\displaystyle n=3}, Dirichlet e Legendre per {\displaystyle n=5} nel 1825, Gabriel Lamé per {\displaystyle n=7} nel 1839.
Nel 1983 Gerd Faltings dimostrò la congettura di Mordell: per ogni {\displaystyle n>2} c'è al massimo un numero finito di interi coprimi {\displaystyle a}, {\displaystyle b} e {\displaystyle c} con {\displaystyle a^{n}+b^{n}=c^{n}}.

## La dimostrazione
Usando sofisticati strumenti della geometria algebrica (in particolare la teoria degli schemi), della teoria di Galois (e in particolare le rappresentazioni di Galois), della teoria delle curve ellittiche e delle forme modulari (e in particolare le proprietà dell'algebra di Hecke), Andrew Wiles dell'università di Princeton, con l'aiuto del suo primo studente Richard Taylor, diede una dimostrazione del teorema, pubblicata nel 1995 sugli Annals of Mathematics.
Nel 1986 Ken Ribet aveva dimostrato la congettura epsilon di Gerhard Frey per cui ogni controesempio {\displaystyle a^{n}+b^{n}=c^{n}} all'ultimo teorema di Fermat avrebbe prodotto una curva ellittica definita come
{\displaystyle y^{2}=x(x-a^{n})(x+b^{n}),}
che a sua volta fornirebbe un controesempio alla congettura di Taniyama-Shimura, che lega curve ellittiche e forme modulari. Wiles ne dimostrò un caso speciale, dimostrando che questa congettura non può avere controesempi di questo tipo, e quindi dimostrando il teorema di Fermat. 
Wiles impiegò sette anni per risolvere quasi tutti i particolari, da solo e in segreto, tranne nella revisione finale, in cui lo aiutò Nicholas Katz, un collega di Princeton. Wiles annunciò la dimostrazione in tre conferenze all'università di Cambridge, il 21-23 giugno 1993, che stupirono per il gran numero di idee e tecniche usate. Dopo un controllo fu però scoperto un serio errore, che parve condurre al ritiro della dimostrazione.
Wiles trascorse circa un anno a rivedere la dimostrazione, anche con l'aiuto di Taylor, e nel settembre 1994 pubblicò la versione finale e corretta, divisa in due articoli. Il primo, più corposo, contiene gran parte delle idee usate e si basa su un approccio in parte diverso da quello della prima dimostrazione, reintroducendo idee dapprima scartate; il secondo, scritto con Taylor, contiene un risultato tecnico necessario per concludere la dimostrazione.
Gli strumenti matematici usati da Wiles e Taylor erano ignoti ai tempi di Fermat; quindi restano il mistero e il dubbio su quale dimostrazione egli avrebbe potuto fornire.

## Fermat ha dato realmente una dimostrazione?
La citazione in latino diceva:
(Pierre de Fermat)
Vi sono dubbi circa questa rivendicazione di Fermat di aver trovato una dimostrazione davvero importante e corretta. La dimostrazione di Wiles, di circa 200 pagine nella prima formulazione, ridotte a 130 nella definitiva, è considerata al di là della comprensione della maggior parte dei matematici di oggi. Spesso la prima dimostrazione di un teorema non è la più diretta; è quindi possibile che ne esista una più sintetica ed elementare, non è però verosimile che quella di Wiles si possa semplificare fino a essere esprimibile con gli strumenti che aveva Fermat. I metodi usati da Wiles erano difatti ignoti a quei tempi ed è improbabile che Fermat sia riuscito a derivare tutta la matematica necessaria per dimostrare una soluzione. Lo stesso Wiles ha affermato: "è impossibile; questa è una dimostrazione del XX secolo".
Dunque, o c'è una dimostrazione più semplice, finora non trovata, oppure Fermat si sbagliò.  Per questo sono interessanti varie dimostrazioni, errate ma a prima vista plausibili, che erano alla portata di Fermat . La più nota si basa sul presupposto erroneo che valga l'unicità della scomposizione in fattori primi in tutti gli anelli degli elementi integrali dei campi sui numeri algebrici (Dominio a fattorizzazione unica e Fattorizzazione). Questa spiegazione è stata considerata accettabile da molti esperti di teoria dei numeri e alcuni dei grandi matematici successivi che hanno lavorato sul problema seguendo questo percorso hanno anche creduto di aver dimostrato il teorema, salvo poi ammettere di aver fallito.
Il fatto che Fermat non avesse mai pubblicato, né comunicato a un amico o collega, neanche un'enunciazione sulla dimostrabilità del teorema, come faceva di solito per le soluzioni di cui era certo, è indizio di un possibile ripensamento, dovuto alla tardiva scoperta di un errore. Inoltre egli pubblicò poi una dimostrazione del caso speciale {\displaystyle n=4} (ossia {\displaystyle a^{4}+b^{4}=c^{4}}); se davvero avesse ancora creduto di avere la dimostrazione completa, non avrebbe pubblicato un lavoro parziale, segno che per lui la ricerca non era né soddisfacente né conclusa. Lo stesso si può dire dei matematici che poi dimostrarono il teorema per numeri singoli: si trattò di passi avanti notevoli ma non risolutivi, dato che i numeri sono infiniti. Ciò che era richiesto era un procedimento che permettesse di generalizzare la dimostrazione.

## Influenza culturale
- Il racconto di Arthur Porges Il diavolo e Simon Flagg (The Devil and Simon Flagg, 1954) vede il protagonista, un matematico, fare un patto col diavolo per sapere se il teorema è vero o falso; il diavolo non riesce a trovare la soluzione nelle 24 ore concesse, ma si appassiona al problema.

- Nel romanzo La ragazza che giocava con il fuoco, di Stieg Larsson, la protagonista Lisbeth Salander si avvicina al problema e ne intuisce una (semplice, quasi banale) soluzione mentre attraversa uno spazio all'aperto per nascondersi. Ma la dimentica dopo essere stata colpita alla testa.

- Nel romanzo Un uomo di Oriana Fallaci, il protagonista Alekos Panagulis, durante gli anni di isolamento in prigione, arriva alla soluzione del teorema di Fermat, ma non essendogli concesse carta e penna non riesce a fissare il suo ragionamento e lo perde per sempre.

- Nel primo episodio della quinta stagione moderna di Doctor Who, The Eleventh Hour, il Dottore afferma di essere stato lui ad aver suggerito a Fermat il risultato corretto.

- Nel romanzo Il teorema del pappagallo di Denis Guedj, il vecchio matematico Grosrouvre manda una lettera al vecchio amico Pierre Ruche affermando di aver dimostrato due congetture: l'ultimo teorema di Fermat e la congettura di Goldbach, anche se voleva tener segrete le dimostrazioni.

- Nell'episodio Hotel Royale di Star Trek: The Next Generation il capitano Jean-Luc Picard, parlando col comandante William Riker racconta del teorema di Fermat, di come da 800 anni si tenti invano di risolverlo e di come, nonostante tutta la loro civiltà, tecnologia e progresso, essi non siano ancora riusciti a risolvere un'equazione così semplice. L'episodio andò in onda nel 1989, pochi anni prima che il teorema fosse risolto. Il teorema è citato per la seconda volta in Viaggi nella memoria, un episodio di Star Trek - Deep Space Nine, quando si rivela che anche Tobin Dax aveva cercato di risolverlo e che Jadzia Dax si sarebbe ripromessa di cercare sempre soluzioni originali per ogni problema.

- Nel numero 28 degli albi speciali estivi della serie a fumetti Martin Mystère della casa editrice Bonelli, Numeri immaginati (luglio 2011),[1] si racconta come nacque e poi evolvette la storia del teorema. La storia è di Alfredo Castelli e si trova nel piccolo albo accluso all'albo principale.

- Nel film del 2000 Indiavolato, il problema che Elizabeth Hurley, il diavolo, mostra alla classe è un'applicazione dell'ultimo teorema di Fermat, di cui molti studiosi solevano dire che avrebbero venduto l'anima al diavolo pur di risolverlo.

- In due episodi de I Simpson (La paura fa novanta VI e L'inventore di Springfield) compaiono due equazioni che sembrano smentire il teorema di Fermat. Il trucco usato dagli sceneggiatori sta nell'approssimazione a 10 cifre delle calcolatrici tradizionali.

- Nel romanzo L'Ultimo Teorema di Arthur C. Clarke e Frederik Pohl, il protagonista Ranjit Subramanian riesce a dimostrare il teorema.

- Nel film Oxford Murders - Teorema di un delitto il Teorema di Bormat è in realtà l'ultimo Teorema di Fermat.
- Nel saggio La Biblioteca Total 1939 Sur, Jorge Luis Borges riferisce che la Biblioteca, essendo totale, contiene la dimostrazione del teorema di Fermat.